# Liste der Fußball-Rekordnationalspielerinnen
Die Liste der Fußball-Rekordnationalspielerinnen führt, getrennt nach Kontinenten, die jeweiligen Rekordnationalspielerinnen der einzelnen Länder, soweit bekannt, auf. Von den wenigsten nationalen Verbänden werden Statistiken ihrer Nationalspielerinnen im Internet veröffentlicht. Die FIFA veröffentlichte zuletzt am 20. Dezember 2011 eine Liste der Spielerinnen mit mindestens 100 Länderspielen, die aber mittlerweile nicht mehr verfügbar ist. Lediglich eine Liste vom 7. Januar 2011 ist noch abrufbar. Die letzten von der FIFA veröffentlichten Zahlen sind in den Kaderlisten zum olympischen Fußballturnier der Frauen zu finden. Diese Zahlen wurden, sofern Aufstellungen von Länderspielen im Internet veröffentlicht wurden, für diese Liste aktualisiert.

## Afrika (CAF)
| Nationalmannschaft       | Spielerin          | Spiele | Zeitraum  | Position   | Vorgängerin          |
| ------------------------ | ------------------ | ------ | --------- | ---------- | -------------------- |
| Äquatorialguinea         | Genoveva Añonma ** | 41     | 2002–2016 | Angriff    | ?                    |
| Ghana                    | Memunatu Sulemana  | 40     | 0000–2010 | Tor        | ?                    |
| Elfenbeinküste           | Rita Akaffou       | 36     | 2005–     | Mittelfeld | ?                    |
| Kamerun                  | Michèle Mani       | 78+    | 2005–     | Angriff    | Françoise Bella (59) |
| Nigeria                  | Maureen Mmadu*     | 101    | 1993–2008 | Mittelfeld | ?                    |
| Südafrika                | Janine van Wyk     | 185    | 2005–2023 | Abwehr     | Portia Modise (124)  |
| Kontinentale Rekordmarke |                    |        |           |            |                      |

## Asien (AFC)
| Nationalmannschaft       | Spielerin                   | Spiele | Zeitraum    | Position          | Vorgängerin                    |
| ------------------------ | --------------------------- | ------ | ----------- | ----------------- | ------------------------------ |
| Australien               | Clare Polkinghorne          | 169    | 2006–2024   | Abwehr            | Cheryl Salisbury (151)         |
| China                    | Zhang Rui                   | 171    | 2008–       | Abwehr/Mittelfeld | ?                              |
| Japan                    | Homare Sawa**               | 205    | 1995–2015   | Mittelfeld        | ?                              |
| Jordanien                | Ayah al-Majali              | 138    | 2005–       | Angriff           | Shahnaz Jebreen (123)          |
| Libanon                  | Nathalie Matar Syntia Salha | 37     | 2015– 2021– | Mittelfeld        | Rana Mokdad (29)               |
| Nordkorea                | Ri Kum-suk                  | 123    | 1999–2009   | Angriff           | ?                              |
| Südkorea                 | Ji So-yun**                 | 169    | 2006–0000   | Angriff           | Cho So-hyun (148, aktuell 156) |
| Thailand                 | Waraporn Boonsing           | 160    | 2009–0000   | Tor               | ?                              |
| Kontinentale Rekordmarke |                             |        |             |                   |                                |

## Europa (UEFA)

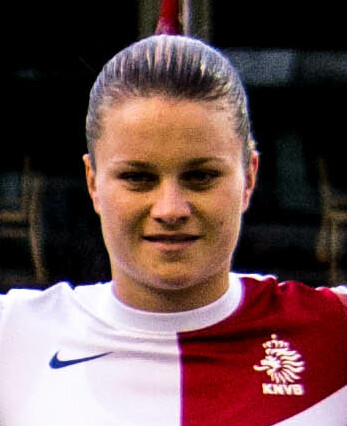
Sherida Spitse, Europas aktuelle Rekordnationalspielerin

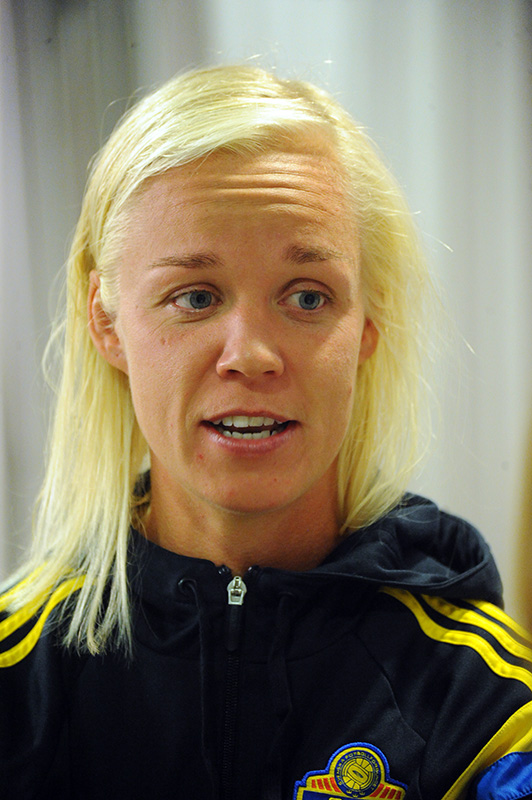
Caroline Seger, ehemalige europäische Rekordnationalspielerin

| Nationalmannschaft                                     | Spielerin                 | Spiele | Zeitraum  | Position       | Vorgängerin                |
| ------------------------------------------------------ | ------------------------- | ------ | --------- | -------------- | -------------------------- |
| Belgien                                                | Janice Cayman             | 166    | 2007–     | Angriff        | Aline Zeler (111)          |
| Deutschland                                            | Birgit Prinz***           | 214    | 1994–2011 | Angriff        | Bettina Wiegmann (154)     |
| Dänemark                                               | Katrine Pedersen          | 210    | 1994–2013 | Mittelfeld     | Lene Terp (105)            |
| England                                                | Fara Williams             | 171    | 1997–     | Mittelfeld     | Rachel Yankey (129)        |
| Estland                                                | Kethy Õunpuu              | 116    | 2007–2022 | Mittelfeld     | Katrin Loo (114)           |
| Färöer                                                 | Heidi Sevdal**            | 96     | 2006–     | Angriff        | Rannvá B. Andreasen (56)   |
| Finnland                                               | Linda Sällström**         | 155    | 2007–     | Angriff        | Anna Westerlund (147)      |
| Frankreich                                             | Eugénie Le Sommer**       | 200    | 2009–     | Angriff        | Sandrine Soubeyrand (198)  |
| Griechenland                                           | Natalia Chatzigiannidou   | 161+   | 1997–2020 | Abwehr         | Maria Lazarou (111)        |
| Irland                                                 | Emma Byrne                | 134    | 2001–     | Tor            | Ciara Grant (105)          |
| Island                                                 | Sara Björk Gunnarsdóttir  | 145    | 2007–2022 | Mittelfeld     | Katrín Jónsdóttir (133)    |
| Israel                                                 | Karin Sendel              | 069    | 2005–     | Mittelfeld     | Maya Berqui (47)           |
| Italien                                                | Patrizia Panico**         | 204    | 1996–2014 | Angriff        | Carolina Morace (150)      |
| Kroatien                                               | Kristina Nevrkla          | 104    | 2008–     | Mittelfeld     | Sandra Žigić (90)          |
| Lettland                                               | Anastasija Ročāne         | 102    | 2011–     | Abwehr         | ?                          |
| Liechtenstein                                          | Julia Benneckenstein      | 016    | 2021–     | Abwehr         | Elena Lohner (9)           |
| Luxemburg                                              | Amy Thompson**            | 51     | 2011–     | Angriff        | Jessica Birkel (40)        |
| Malta                                                  | Dorianne Theuma           | 121    | 2003–     | Mittelfeld     | unbekannt                  |
| Niederlande                                            | Sherida Spitse            | 247    | 2006–     | Mittelfeld     | Annemieke Kiesel (155)     |
| Nordirland                                             | Julie Nelson              | 130    | 2004–     | Abwehr         | unbekannt                  |
| Norwegen                                               | Hege Riise*               | 188    | 1990–2004 | Mittelfeld     | Linda Medalen (152)        |
| Österreich                                             | Sarah Puntigam            | 157    | 2009–     | Mittelfeld     | Nina Burger (109)          |
| Polen                                                  | Maria Makowska            | 111    | 1986–2008 | Abwehr         | unbekannt                  |
| Portugal                                               | Ana Borges                | 187    | 2009–     | Angriff        | Carla Couto (145)          |
| Rumänien                                               | Florentina Olar-Spânu     | 201    | 2001–2025 | Angriff        | unbekannt                  |
| Schottland                                             | Gemma Fay                 | 203    | 1998–2017 | Tor            | Pauline Hamill (141)       |
| Schweden                                               | Caroline Seger*           | 240    | 2005–2023 | Mittelfeld     | Therese Sjögran (214)      |
| Schweiz                                                | Ana Maria Crnogorčević**  | 173    | 2009–     | Angriff/Abwehr | Lara Dickenmann (135)      |
| Serbien                                                | Violeta Slović            | 109    | 2009–     | Abwehr         | unbekannt                  |
| Slowakei                                               | Jana Vojteková            | 131    | 2009–     | Abwehr         | Dominika Škorvánková (126) |
| Slowenien                                              | Mateja Zver**             | 118    | 2007–     | Angriff        | unbekannt                  |
| Sowjetunion                                            | Swetlana Petko            | 144    | 1985–2005 | Tor            | unbekannt                  |
| Spanien                                                | Alexia Putellas           | 136    | 2013–     | Mittelfeld     | Marta Torrejón (90)        |
| Tschechien                                             | Lucie Martínková          | 125    | 2003–2023 | Angriff        | Eva Šmeralová (71)         |
| Ukraine                                                | Daryna Apanaschtschenko** | 155    | 2002–     | Mittelfeld     | unbekannt                  |
| Ungarn                                                 | Fanny Vágó**              | 146    | 2007–2023 | Angriff        | Anita Pádár (126)          |
| Wales                                                  | Jessica Fishlock**        | 165    | 2006–     | Mittelfeld     | Michelle Green (95)        |
| Kontinentale Rekordmarke, Weltrekord für Torhüterinnen |                           |        |           |                |                            |

## Nord-, Mittelamerika und Karibik (CONCACAF)
| Nationalmannschaft | Spielerin            | Spiele | Zeitraum  | Position   | Vorgängerin                      |
| ------------------ | -------------------- | ------ | --------- | ---------- | -------------------------------- |
| Costa Rica         | Katherine Alvarado   | 139    | 2010–     | Mittelfeld | ?                                |
| Kanada             | Christine Sinclair** | 331    | 2000–2023 | Angriff    | Andrea Neil (132)                |
| Mexiko             | Maribel Domínguez**  | 116    | 1998–2016 | Angriff    | Juana López Luz Saucedo (je 104) |
| USA                | Kristine Lilly       | 354    | 1987–2010 | Mittelfeld | Mia Hamm* (70-75)                |
| Weltrekord         |                      |        |           |            |                                  |

## Südamerika (CONMEBOL)
| Nationalmannschaft | Spielerin      | Spiele | Zeitraum             | Position           | Vorgängerin             |
| --- | -------------- | ------ | -------------------- | ------------------ | ----------------------- |
| Argentinien | Aldana Cometti | 97     | 2014–                | Abwehr             | ?                       |
| Brasilien | Formiga        | 217    | 1995–2016, 2018–2021 | Mittelfeld         | ?                       |
| Chile | Yanara Aedo    | 114    | 2010–                | Mittelfeld/Angriff | Christiane Endler (104) |
| Ecuador | Nancy Aguilar  | 052    | 2003–                | Abwehr             | ?                       |
| Kolumbien | Carolina Arias | 130    | 2011–                | Abwehr             | ?                       |
| Kontinentale Rekordmarke, alle anderen südamerikanischen Länder haben jeweils weniger als 100 Länderspiele bestritten |                |        |                      |                    |                         |

## Ozeanien (OFC)
| Nationalmannschaft                                                                                              | Spielerin    | Spiele | Zeitraum  | Position | Vorgängerin                |
| --- | ------------ | ------ | --------- | -------- | -------------------------- |
| Neuseeland | Ria Percival | 166    | 2007–2023 | Abwehr   | Abby Erceg (132) 2006–2022 |
| Kontinentale Rekordmarke, alle anderen ozeanischen Länder haben jeweils weniger als 100 Länderspiele bestritten |              |        |           |          |                            |